# Gliese 876 d
Gliese 876 d è un pianeta extrasolare in orbita attorno alla nana rossa Gliese 876. È distante approssimativamente 15 anni luce dalla Terra, nella costellazione dell'Aquario. Quando fu scoperto nel 2005 era il pianeta extrasolare con la massa più piccola conosciuta, escludendo i pianeti attorno alla pulsar PSR B1257+12.
È il pianeta più interno conosciuto del suo sistema, che comprende altri due pianeti, Gliese 876 b e c. Impiega meno di due giorni per completare un'orbita attorno alla propria stella ad una distanza di un quinto di quella che separa la Terra dal Sole.

Data la sua massa può essere classificato come Super-Terra, un pianeta che ha una massa tra le 2 e le 10 masse terrestri.

## Scoperta
Come la maggior parte dei pianeti extrasolari finora scoperti, è stato individuato analizzando i cambiamenti nella velocità radiale della stella causati dalla gravità del pianeta. Le misurazioni della velocità radiale sono state fatte osservando lo spostamento Doppler delle linee spettrali della stella.
Al tempo della scoperta erano già noti gli altri due pianeti del sistema: Gliese 876 b e Gliese 876 c, che sono in risonanza orbitale 2:1.

Anche tenendo conto dei due pianeti precedenti, le variazioni della velocità radiale della stella continuavano a mostrare un periodo di circa 2 giorni, che poteva essere spiegato con l'esistenza di un altro pianeta con massa di almeno 5,9 volte la Terra. La scoperta di Gliese 876 d è stata annunciata nel 2005 da un team guidato dal ricercatore Eugenio Rivera.

## Orbita e massa
Gliese 876 d è posto in un'orbita con semiasse maggiore di sole 0,0208 UA (3,11 milioni di chilometri). A una tale distanza dalla stella le forze di marea dovrebbero aver circolarizzato l'orbita, tuttavia le stime orbitali suggerite dalla velocità radiale ipotizzano che l'eccentricità possa arrivare fino a 0,22.
Utilizzando il metodo della velocità radiale è possibile stimare solo il limite inferiore della massa del pianeta. Il limite inferiore per Gliese 876 d è 5,88 masse terrestri. La vera massa dipende dall'inclinazione orbitale, che solitamente non è nota. In questo caso particolare la risonanza orbitale dei due pianeti più esterni può essere usata per stimare la loro inclinazione (50° rispetto alla nostra linea visiva). Assumendo inoltre che Gliese 876 d si trovi sullo stesso piano orbitale dei due pianeti esterni, si arriverebbe a una massa stimata di 7,5 volte la Terra. Tuttavia, le misurazioni astrometriche ipotizzano invece un'inclinazione di 84°, questo porterebbe a una massa appena maggiore del limite inferiore stimato.

## Caratteristiche

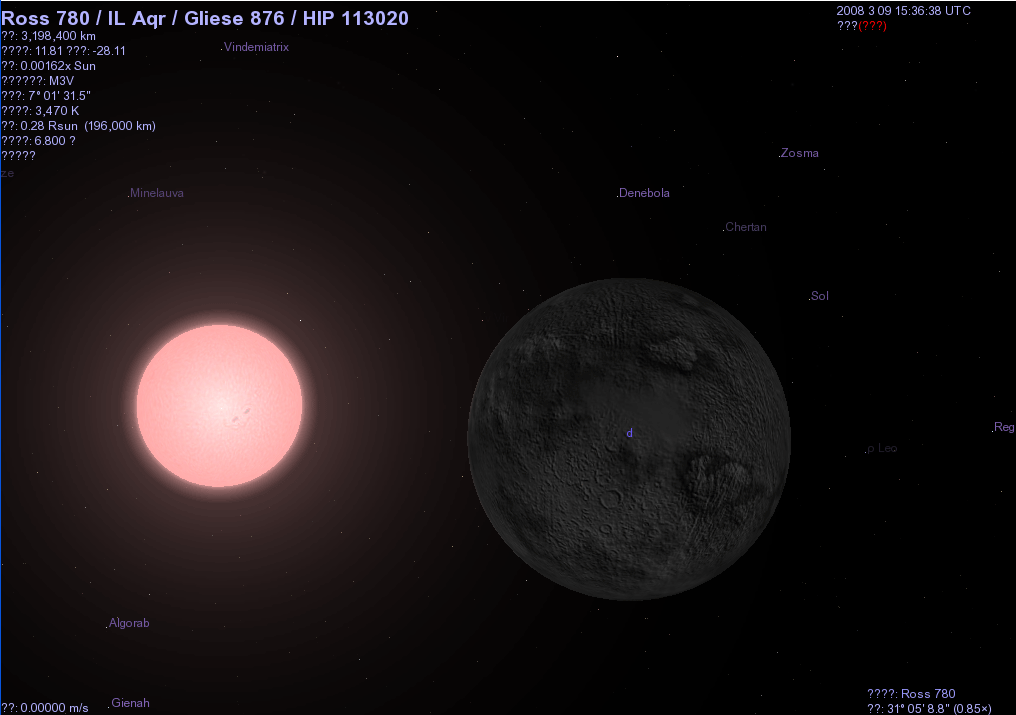
Rappresentazione artistica di Gliese 876 d in orbita attorno a Gliese 876.

Dato che il pianeta è stato individuato solo indirettamente, caratteristiche quali il raggio, la composizione non sono note. È comunque probabile che il pianeta abbia una temperatura di 430-650 K, data la sua vicinanza alla stella.
La piccola massa indica che potrebbe essere un pianeta terrestre.

Assumendo una densità di 8000 kg/m3 che tiene conto della maggior compressione in un pianeta più massivo della Terra, un pianeta terrestre di 7,5 masse terrestri avrebbe un raggio del 73% più grande della Terra. Questo tipo di pianeta massivo potrebbe essersi formato nelle regioni interne del sistema stellare da materiali spinti verso la stella dalla migrazione orbitale verso l'interno dei giganti gassosi.

In alternativa potrebbe essersi formato più lontano dalla stella e in seguito migrato verso l'interno insieme ai giganti gassosi. In questa seconda ipotesi il pianeta avrebbe una maggior concentrazione di sostanze volatili come l'acqua. E potrebbe avere un oceano d'acqua sotto pressione (nello stato supercritico di un fluido), separato dal nucleo di silicati tramite uno strato di ghiaccio tenuto solido dall'alta pressione interna. In un tale scenario il pianeta avrebbe un'atmosfera contenente vapore acqueo e ossigeno libero prodotto dalla rottura dell'acqua dalla radiazione ultravioletta.
Per poter stabilire quale di questi due modelli sia quello corretto sarebbero necessarie informazioni più precise sul raggio e la composizione del pianeta. Sfortunatamente il pianeta non sembra transitare davanti alla propria stella, e quindi tali informazioni sono ben oltre le nostre attuali capacità osservative.